# بئر محمد الخضر (الرقة)
بئر محمد الخضر قرية سورية تتبع ناحية سلوك في منطقة تل أبيض في محافظة الرقة. بلغ عدد سكانها 1278 نسمة في عام 2004 حسب إحصاء المكتب المركزي للإحصاء.